# بزمجه
بُزمَجّه یا بُزمَجه، در زبان بلوچی "بزمِچ" (یعنی مکنده ی بز) که با نام‌های بزمک، بزدوش، بزچوش 
و بزغاله‌مار نیز شناخته می‌شود، نام گروهی از خزندگانِ عمدتاً بزرگ‌جثه است که عضو سَردهٔ بزمجه‌ها (نام علمی: Varanus) به‌شمار می‌روند. امروزه نزدیک به ۷۳ گونه بزمجه شناخته شده‌است؛ اگرچه جایگاه اصلی آن‌ها در این سرده و احتمال تعلقشان به سرده‌های مختلف نیاز به بررسی بیشتر دارد. آن‌ها از تیرهٔ بزمجه‌ایان هستند؛ تیره‌ای که شامل بزرگترین مارمولک زنده یعنی اژدهای کومودو است.
بزمجه‌ها گردن‌دراز، دُم و پنجه‌های قوی، و پاهای عقبی به‌خوبی شکل‌گرفته دارند. بیشتر آن‌ها بر روی خاک زندگی می‌کنند، اما تعدادی از آن‌ها نیز درخت‌پیما و دوزیست هستند. اکثر بزمجه‌ها گوشت‌خوار هستند، ولی سه گونه از بزمجه‌های ساکن فیلیپین از میوهٔ درختان تغذیه می‌کنند. آن‌ها تخم‌گذار هستند و هر بار از ۷ تا ۳۷ تخم در سوراخی که روی آن با خاک پوشانده می‌شود یا تنهٔ خالی درختان، می‌گذارند. بیشتر گونه‌های بزمجه از تخم دیگر جانوران، سوسمارهای کوچک‌تر، ماهی، و پستانداران ریزجثه تغذیه می‌کنند.

## فرگشت
به‌نظر می‌رسد که بزمجه‌ها از فرگشت‌یافته‌ترین مارمولک‌ها باشند. آن‌ها دگرگشت نسبتاً بیشتری نسبت به دیگر خزندگان دارند. سامانه‌های حسیِ مختلفی دارند که در شکار طعمه تأثیر بسزایی دارند و فک پایینی که ممکن است نتواند خوردن شکارهای خیلی بزرگ را به‌راحتی انجام دهد. تحقیقات اخیر نشان داده‌است که بعضی بزمجه‌ها، همانند اژدهای کومودو، زهردار هستند و برخلاف آنچه در گذشته تصور می‌شد باکتری‌های کشنده تولید نمی‌کنند. گرچه به‌جای تزریق کردن سم به بدن طعمه از طریق دندان‌های نیش ـ مانند آنچه در مورد مارها پدید می‌آید ـ سم در اطراف دندان بزمجه می‌ماند و تزریق نمی‌شود، ولی بر اثر تماس جای زخم طعمه ناشی از گازگرفتگی با سم، طعمه از پای درمی‌آید.

## ویژگی‌های ظاهری

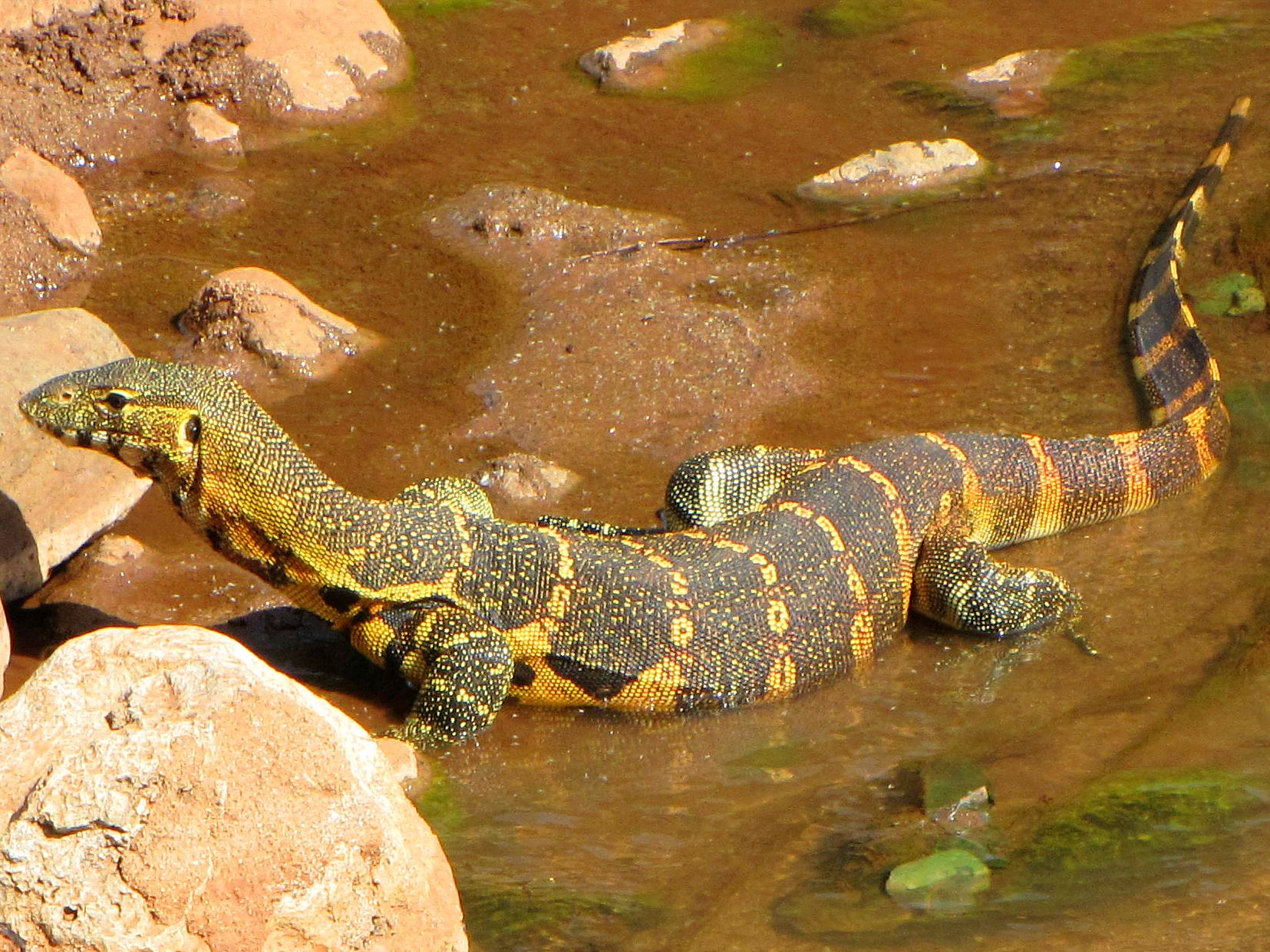
یک بزمجه در دریاچه مانیارا پارک، تانزانیا

بزمجه‌ها طولی میان ۲۰۰ تا ۳۰۰ سانتی‌متر دارند. غیر از گونهٔ استرالیایی این جانور، دیگر گونه‌ها دارای اندازه‌ای بزرگ هستند. اندازهٔ بزمجهٔ استرالیایی (V. brevicaudatus) به حدود ۲۰۰ سانتیمتر می‌رسد و اژدهای کومودو (V. komodoensis)، دیگر عضو این خانواده، طول تقریبیِ ۳۶۰ سانتیمتر دارد. در اعضای این خانواده استخوان‌های جلدی کم شده یا وجود ندارند، پوزه دراز و باریک است، دُم و گردن به‌نسبت بلند شده‌اند و نای تقریباً حلقه‌حلقه است. به‌دلیل وجود چین‌خوردگی در هریک از مجاری بینی، سطح پوششیِ بویایی آن‌ها افزایش یافته‌است. بینی به‌دلیل پیدایش استخوان کام فرعی، بزرگ و طویل شده‌است. زبان دوشاخه و بسیار توسعه‌یافته‌است و هنگام بلعیدن غذا در غلاف قاعده‌ای‌شکلی جای می‌گیرد و مانند مارها طعمه را به‌صورت کامل می‌بلعند. اندام‌های حرکتی از نوع زمینی‌اند و پاها دارای پنج انگشت چنگال‌دارند و بسیار نیرومند هستند و برای کندن چاله‌ها و سوراخ‌های زیرزمینی مورد استفاده قرار می‌گیرند و برخی گونه‌ها مثل بزمجهٔ نیل توانایی بالایی در شنا کردن دارند.

## گونه‌ها
سرده Varanus
زیرسرده Empagusia:
- بزمجه بنگالی، V. bengalensis
- بزمجه ابری، V. nebulosus
- بزمجه دومریل، V. dumerilii
- بزمجه طلایی، V. flavescens
- بزمجه گردن‌زبر، V. rudicollis

زیرسرده Euprepiosaurus:
- بزمجه درختی سیاه، V. beccarii
- بزمجه درختی خالدار طلایی، V. boehmei
- بزمجه درختی بوگرت، V. bogerti
- بزمجه فیروزه‌ای، V. caerulivirens
- بزمجه سرام، V. cerambonensis
- بزمجه دم‌آبی، V. doreanus
- بزمجه فینش، V. finschi
- بزمجه حرا، V. indicus

- بزمجه گلوهلویی، V. jobiensis
- بزمجه جزیره رنل، V. juxtindicus

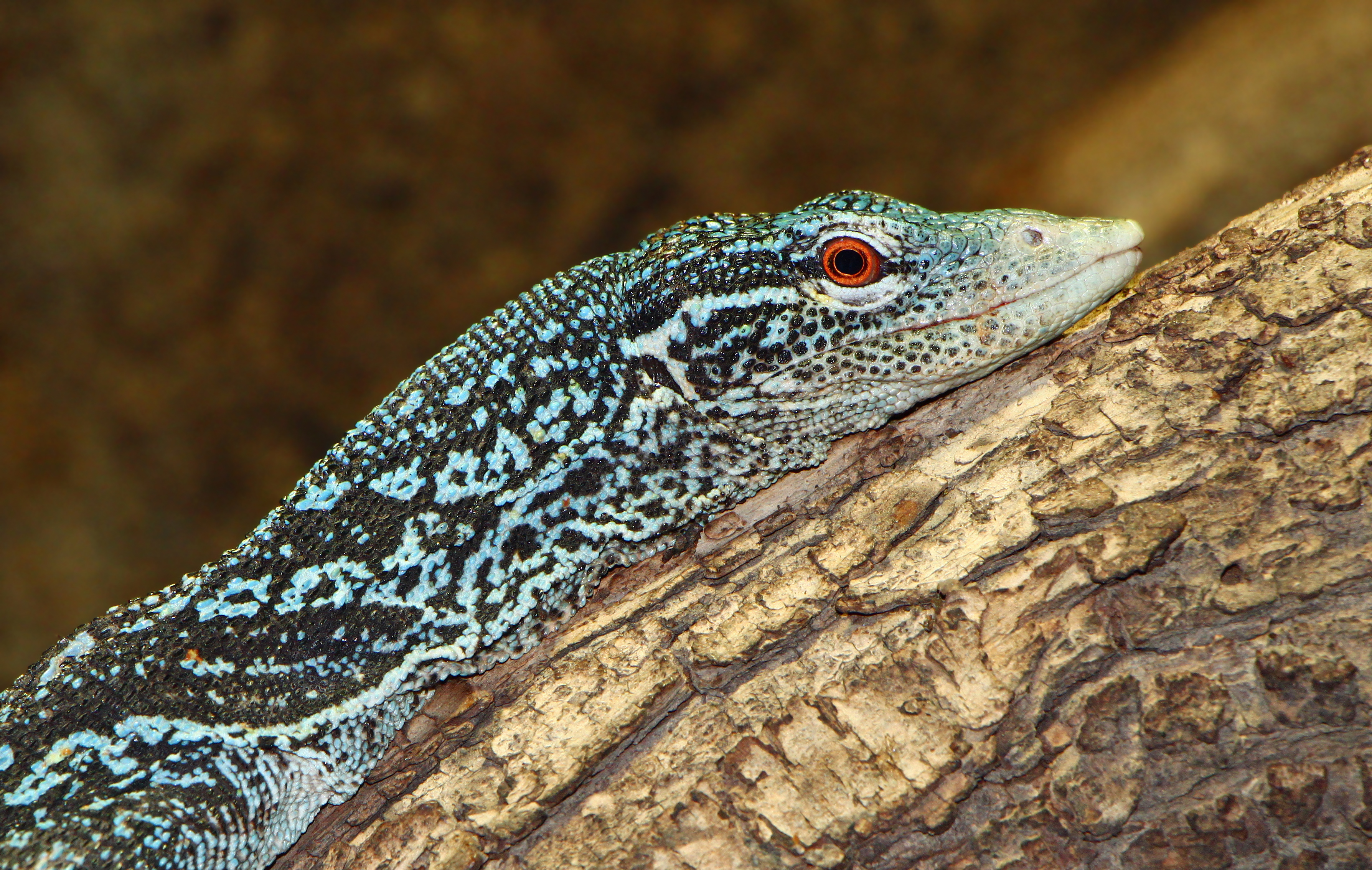
بزمجه درختی خالدار آبی، Varanus macraei

- بزمجه رودخانه نسبیت، V. keithhornei
- بزمجه درختی بیاک، V. kordensis
- بزمجه درختی خالدار آبی، V. macraei
- بزمجه درختی بنگالی، V. bengalensis
- بزمجه کینس، V. melinus
- بزمجه حرا تالود، V. lirungensis
- بزمجه ساگو، V. obor
- بزمجه درختی یاقوتی، V. prasinus
- بزمجه رینر گونتر، V. rainerguentheri
- بزمجه درختی رایسینگر، V. reisingeri
- بزمجه درختی راسل، V. telenesetes
- بزمجه سه‌رنگ، V. yuwonoi
- بزمجه نقره‌ای، V. zugorum

زیرسرده Odatria:
- بزمجه دم‌برآمده، V. acanthurus
- بزمجه افنبرگ، V. auffenbergi
- بزمجه گلولیمویی، V. baritji
- بزمجه دم‌کوتاه، V. brevicauda
- بزمجه بوش، V. bushi
- بزمجه دم‌خطدار، V. caudolineatus
- بزمجه صحرایی کوتوله، V. eremius
- بزمجه مولگا کوتوله، V. gilleni
- بزمجه سنگی کیمبرلی، V. glauerti
- بزمجه سنگی دم‌بلند، V. glebopalma
- بزمجه سنگی همرسلی، V. hamersleyensis
- بزمجه سنگی کینگ، V. kingorum
- بزمجه سنگی میچل، V. mitchelli
- بزمجه سنگی پیلبارا، V. pilbarensis
- بزمجه ضخیم‌مهره، V. primordius
- بزمجه درختی نواردار، V. scalaris
- Rusty monitor، V. semiremex
- بزمجه تیمور، V. similis
- Storr's monitor، V. storri
- بزمجه تیمور، V. timorensis
- بزمجه سرسیاه، V. tristis
- بزمجه کک‌مکی، V. orientalis

زیرسرده Papusaurus:
- بزمجه تمساحی، V. salvadorii

زیرسرده Philippinosaurus:
- بزمجه بیتاتاوا، V. bitatawa
- بزمجه پانای، V. mabitang
- بزمجه گری، V. olivaceus

زیرسرده Polydaedalus:
- بزمجه گلوسفید، V. albigularis
- بزمجه ساوانا، V. exanthematicus
- بزمجه نیل، V. niloticus
- بزمجه زیوردار، V. ornatus
- بزمجه یمنی، V. yemenensis

زیرسرده Psammosaurus:
- بزمجه بیابانی،  V. griseusبزمجه خاکستری (V. g. griseus)  مکان شمال اندیمشک زاگرس
  - بزمجه خاکستری، V. g. griseus
  - بزمجه خزر، V. g. caspius

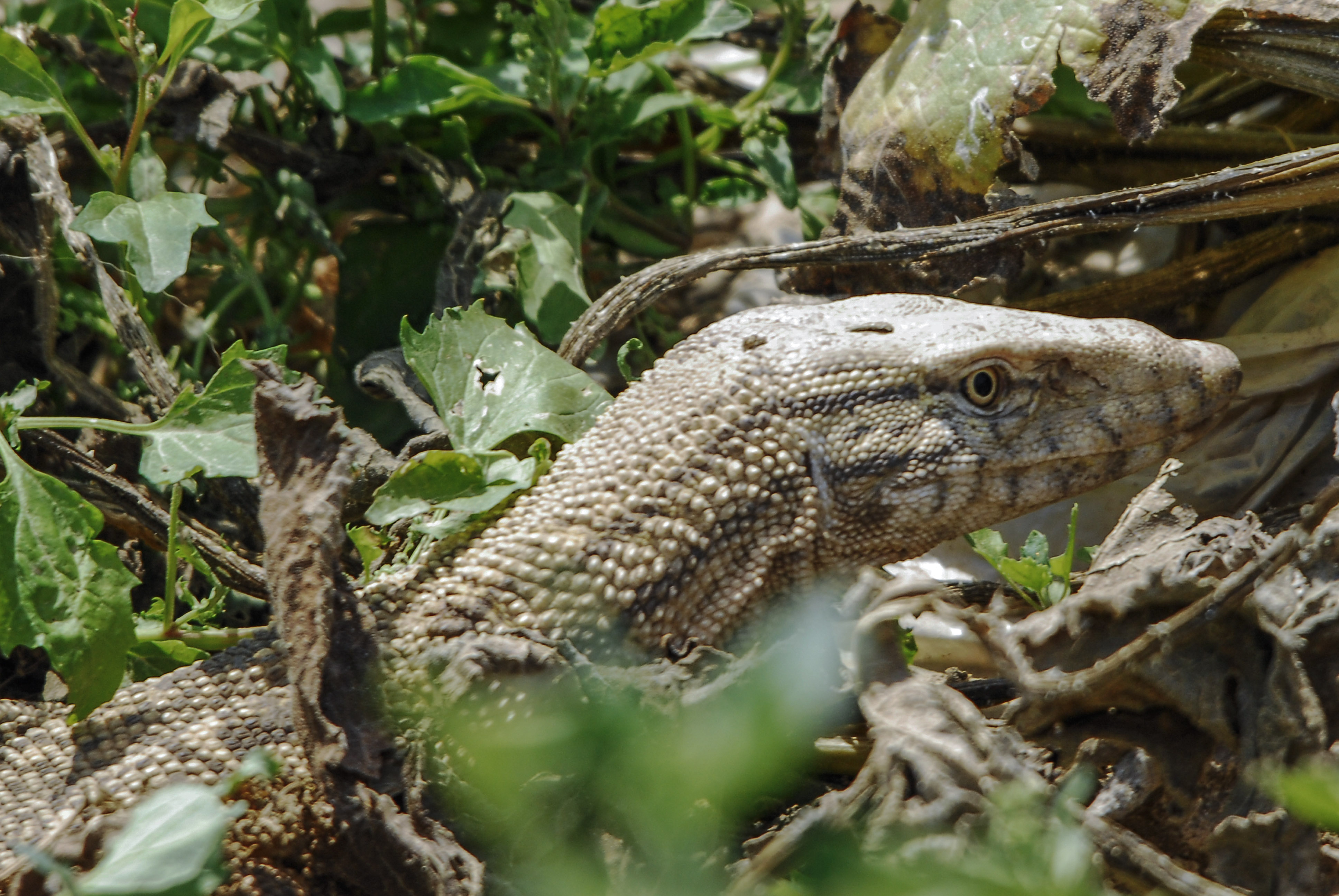
بزمجه خاکستری (V. g. griseus) مکان شمال اندیمشک زاگرس

  - بزمجه بیابانی هندی، V. g. koniecznyi

زیرسرده Soterosaurus:
- بزمجه آبی سرزرد، V. cumingi
- بزمجه آبی مرمری، V. marmoratus
- بزمجه آبی فلس‌بزرگ، V. nuchalis
- بزمجه آبی پالاوان، V. palawanensis
- بزمجه آبی راسموسن، V. rasmusseni
- بزمجه آبی، V. salvator
- بزمجه آبی توگیان، V. togianus

زیرسرده †Varaneades:
- †Varanus amnhophilis

زیرسرده Varanus:
- بزمجه بزرگ، V. giganteus
- بزمجه شنی یا بزمجه گولد، V. gouldii
- اژدهای کومودو، V. komodoensis
- بزمجه مرتنز، V. mertensi
- بزمجه آرگوس، V. panoptes
- بزمجه باستانی، V. priscus
- بزمجه روزنبرگ، V. rosenbergi
- بزمجه اسپنسر، V. spenceri
- بزمجه مشبک، V. varius